# Marton Melinda
Marton Melinda (Kolozsvár, 1956. augusztus 14.) erdélyi magyar magánénekes, zeneakadémiai tanár.

## Életpályája
A Kolozsvári Zenelíceumba járt zongora szakra (1963–1975).
Utána két évig korrepetitor volt a Kolozsvári Magyar Operában.
1977 és 1982 között a kolozsvári Gheorghe Dima Zeneakadémia énekszakos hallgatója. Már ekkor főszerepekre hívták meg a kolozsvári operába, ahol Erkel, Verdi, Mozart, Strauss műveiben mutatkozott be. 1982-től a Kolozsvári Magyar Opera magánénekese.
1990 és 1994 között a Budapesti Operaház állandó vendége volt a Hunyadi László, Bánk bán, Rigoletto, Don Pasquale női főszerepeiben.
1992–2004 időszakban a kolozsvári Erkel-sorozatban a női főszerepeket alakította. 2007-ben megvédett doktori dolgozata is Erkel operáinak zenei és a szerepek énektechnikai elemzésével foglalkozik. 
1997-től tanít a kolozsvári Gheorghe Dima Zeneakadémián, és mesterkurzusokat tart Budapesten.
Operettprimadonnaként (Marica grófnő, Viktória, Csárdáskirálynő, A víg özvegy, Tokaji aszú) több külföldi turnén lépett fel, többek között az Amerikai Egyesült Államok, Kanada, Olaszország, Izrael színpadain.

## Főbb szerepei
- D. Cimarosa: Titkos házasság – Carolina
- W. A. Mozart: A varázsfuvola – Pamina
- W. A. Mozart: Szöktetés a szerájból – Konstanze
- W. A. Mozart: A színigazgató – M-me Silberklang
- C. Trăilescu: A csizmás kandúr – Címszerep
- Hary Béla: Farsang – Didina
- G. Dendrino: Lysistrate – Címszerep
- P. Constantinescu: Zűrzavaros éjszaka – Zita
- G. Donizetti: Don Pasquale – Norina
- G. Donizetti: Lammermoori Lucia – Lucia
- G. Puccini: Gianni Schicchi – Lauretta
- J. Offenbach: Hoffmann meséi – Antonia
- Giuseppe Verdi: Rigoletto – Gilda
- Giuseppe Verdi: Álarcosbál – Oscar
- Giuseppe Verdi: A trubadúr – Inez
- Giuseppe Verdi: Attila – Odabella
- Giuseppe Verdi: Traviata – Violetta
- Giuseppe Verdi: Nabucco – Abigaille
- Kodály Zoltán: Székely fonó – Leány
- Erkel Ferenc: Bánk bán – Melinda
- Erkel Ferenc: Hunyadi László – Gara Mária
- Erkel Ferenc: Brankovics György – Mara
- Erkel Ferenc: István király – Crescimira
- Erkel Ferenc: Névtelen hősök – Ilonka
- Erkel Ferenc: Bátori Mária – Címszerep
- Erkel Ferenc: Sarolta – Címszerep
- Erkel Ferenc: Dózsa György – Laura
- Gyöngyössy Levente: A gólyakalifa – Anya
- Kacsóh Pongrác: János vitéz – Iluska

## Primadonnaszerepek
- Kálmán Imre: Csárdáskirálynő – Sylvia
- Kálmán Imre: Cirkuszhercegnő – Suzanne
- Kálmán Imre: A bajadér – Odette
- Kálmán Imre: Marica grófnő – Címszerep
- Ábrahám Pál: Bál a Savoyban – Madeleine
- Jacobi Viktor: Leányvásár – Lucy
- Jacobi Viktor: Sybill – Címszerep
- Budai D.: Rozika – Címszerep
- Schubert-Berté: Három a kislány – Édi
- Ábrahám Pál: Hawaii rózsája – Lilia, Susanne
- Ábrahám Pál: Viktória – Címszerep
- Lehár Ferenc: A víg özvegy – Glavary Hanna
- Johann Strauss: Egy éj Velencében – Annina
- Johann Strauss: Cigánybáró – Arzéna
- Johann Strauss: Cigánybáró – Saffi
- Johann Strauss: A denevér – Adél
- Johann Strauss: A denevér – Rosalinda
- Huszka Jenő: Lili bárónő – Lili
- Huszka Jenő: Mária főhadnagy – Mária
- Huszka Jenő: Mária főhadnagy – Antónia
- Huszka Jenő: Bob herceg – Királynő
- Kálmán Imre: Csárdáskirálynő – Cecília
- Ábrahám Pál: Bál a Savoyban – Tangolita*

## Díjak, elismerések
- 1998 – Havasi István-díj  – Gyula (Magyarország)
- 1992 – MTV operafilm: (Kodály Zoltán: Székely fonó – női főszerep, a filmet Párizsban különdíjjal jutalmazták)
- 1988 – dicsérő oklevél – Bécs (Ausztria)
- 1987 – III. díj – Vercelli (Olaszország)
- 1984 – Dicsérő oklevél – S’Hertogenbosch (Hollandia)
- I., illetve II. díj több romániai énekversenyen